# Élections législatives de 1993 dans la Somme
Les élections législatives françaises de 1993 se sont déroulées les 21 et 28 mars. Dans le département de la Somme, 6 députés étaient à élire dans 6 circonscriptions.

## Élus
| Circonscription | Député sortant      | Parti | Parti     | Député élu ou réélu | Parti | Parti    |
| --------------- | ------------------- | ----- | --------- | ------------------- | ----- | -------- |
| 1re             | Jean-Claude Dessein |       | PS        | Maxime Gremetz      |       | PCF      |
| 2e              | Gilles de Robien    |       | UDF (PR)  | Gilles de Robien    |       | UDF (PR) |
| 3e              | Pierre Hiard        |       | PS        | Jérôme Bignon       |       | RPR      |
| 4e              | Jacques Becq        |       | PS        | Joël Hart           |       | RPR      |
| 5e              | Gautier Audinot     |       | UDF (PSD) | Gautier Audinot     |       | RPR      |
| 6e              | Jacques Fleury      |       | PS        | Alain Gest          |       | UDF (PR) |

## Positionnement des partis
Les candidats d'alliance RPR-UDF et divers droite se présentent sous la bannière de l'Union pour la France et ceux du Parti socialiste derrière l'Alliance des Français pour le Progrès. Par ailleurs, Les Verts et Génération écologie s'unissent sous l'étiquette Entente des écologistes.

## Résultats

### Résultats au niveau départemental
| Parti          | Parti                                       | Premier tour | Premier tour | Second tour | Second tour | Sièges |
| Parti          | Parti                                       | Voix         | %            | Voix        | %           | Sièges |
| -------------- | ------------------------------------------- | ------------ | ------------ | ----------- | ----------- | ------ |
|                | Rassemblement pour la République            | 60 593       | 22,49        | 55 431      | 25,58       | 3      |
|                | Union pour la démocratie française          | 47 983       | 17,81        | 70 369      | 32,48       | 2      |
|                | Divers droite                               | 10 202       | 3,79         | Retrait     | Retrait     | 0      |
|                | Centre national des indépendants et paysans | 3 844        | 1,43         |             |             | 0      |
|                | Union pour la France                        | 122 622      | 45,51        | 125 800     | 58,06       | 5      |
|                |                                             |              |              |             |             |        |
|                | Parti socialiste                            | 49 125       | 18,23        | 43 122      | 19,90       | 0      |
|                | Mouvement des démocrates                    | 307          | 0,11         |             |             | 0      |
|                | Alliance des Français pour le progrès       | 49 432       | 18,35        | 43 122      | 19,90       | 0      |
|                |                                             |              |              |             |             |        |
|                | Les Verts                                   | 8 734        | 3,24         |             |             | 0      |
|                | Génération écologie                         | 6 191        | 2,30         | 0           |             |        |
|                | Entente des écologistes                     | 14 925       | 5,54         |             |             | 0      |
|                |                                             |              |              |             |             |        |
|                | Parti communiste français                   | 33 558       | 12,45        | 39 662      | 18,30       | 1      |
|                | Front national                              | 30 847       | 11,45        | 8 091       | 3,73        | 0      |
|                | Divers écologiste dont LT-LNÉ               | 10 278       | 3,81         |             |             | 0      |
|                | Lutte ouvrière                              | 4 801        | 1,78         | 0           |             |        |
|                | Divers dont PLN                             | 2 593        | 0,96         | 0           |             |        |
|                | Parti des travailleurs                      | 388          | 0,14         | 0           |             |        |
|                |                                             |              |              |             |             |        |
| Inscrits       | Inscrits                                    | 386 345      | 100,00       | 322 946     | 100,00      | 6      |
| Abstentions    | Abstentions                                 | 101 692      | 26,32        | 85 266      | 26,4        |        |
| Votants        | Votants                                     | 284 653      | 73,68        | 237 680     | 73,6        |        |
| Blancs et nuls | Blancs et nuls                              | 15 209       | 5,34         | 21 005      | 8,84        |        |
| Exprimés       | Exprimés                                    | 269 444      | 94,66        | 216 675     | 91,16       |        |

### Résultats par circonscription

#### Première circonscription (Amiens-Nord)
| Candidat       | Candidat                    | Parti          | Premier tour | Premier tour | Second tour | Second tour |  |
| Candidat       | Candidat                    | Parti          | Voix         | %            | Voix        | %           |  |
| -------------- | --------------------------- | -------------- | ------------ | ------------ | ----------- | ----------- |  |
|                | Jean Bouly                  | UDF (Rad)      | 7 619        | 21,26        | 17 565      | 49,67       |  |
|                | Maxime Gremetz élu          | PCF            | 7 202        | 20,10        | 17 795      | 50,33       |  |
|                | Yves Dupille                | FN             | 5 408        | 15,09        |             |             |  |
|                | Jean-Claude Dessein sortant | PS (ADFP)      | 4 921        | 13,73        |             |             |  |
|                | Brigitte Fouré              | CNIP           | 3 844        | 10,73        |             |             |  |
|                | Hubert Delarue              | GÉ (EÉ)        | 2 270        | 6,33         |             |             |  |
|                | Pierre Gensanne             | LT-LNÉ         | 1 486        | 4,15         |             |             |  |
|                | Jacques Vallas              | diss. RPR      | 765          | 2,13         |             |             |  |
|                | Pierre Frigul               | Divers droite  | 698          | 1,95         |             |             |  |
|                | Denise Dupont               | LO             | 686          | 1,91         |             |             |  |
|                | Philippe Theveniaud         | UÉD            | 546          | 1,52         |             |             |  |
|                | René Prévéral               | LCR            | 388          | 1,08         |             |             |  |
|                | Martine Guebels             | Divers         | 0            | 0,00         |             |             |  |
|                |                             |                |              |              |             |             |  |
| Inscrits       | Inscrits                    | Inscrits       | 56 716       | 100,00       | 56 697      | 100,00      |  |
| Abstentions    | Abstentions                 | Abstentions    | 18 741       | 33,04        | 17 745      | 31,3        |  |
| Votants        | Votants                     | Votants        | 37 975       | 66,96        | 38 952      | 68,7        |  |
| Blancs et nuls | Blancs et nuls              | Blancs et nuls | 2 142        | 5,64         | 3 592       | 9,22        |  |
| Exprimés       | Exprimés                    | Exprimés       | 35 833       | 94,36        | 35 360      | 90,78       |  |

#### Deuxième circonscription (Amiens-Sud)
|                | Gilles de Robien sortant réélu | UDF (PR)       | 20 470 | 49,94  | 25 732 | 76,08  |  |  |  |  |  |  |  |
|                | Lionel Payet                   | FN             | 5 448  | 13,29  | 8 091  | 23,92  |  |  |  |  |  |  |  |
|                | Bernard Wallois                | PS (ADFP)      | 5 308  | 12,95  |        |        |  |  |  |  |  |  |  |
|                | Jean-Jacques Bertrand          | Les Verts (EÉ) | 3 726  | 9,09   |        |        |  |  |  |  |  |  |  |
|                | Danielle Sinoquet              | PCF            | 3 564  | 8,70   |        |        |  |  |  |  |  |  |  |
|                | Yvette Barthélémy              | LT-LNÉ         | 1 201  | 2,93   |        |        |  |  |  |  |  |  |  |
|                | Bernard Combes                 | LO             | 1 048  | 2,56   |        |        |  |  |  |  |  |  |  |
|                | Helyett Beaudot                | Divers (PLN)   | 191    | 0,47   |        |        |  |  |  |  |  |  |  |
|                | Jeanine Funghini               | Divers         | 32     | 0,08   |        |        |  |  |  |  |  |  |  |
|                |                                |                |        |        |        |        |  |  |  |  |  |  |  |
| Inscrits       | Inscrits                       | Inscrits       | 61 420 | 100,00 | 61 405 | 100,00 |  |  |  |  |  |  |  |
| Abstentions    | Abstentions                    | Abstentions    | 18 540 | 30,19  | 20 922 | 34,07  |  |  |  |  |  |  |  |
| Votants        | Votants                        | Votants        | 42 880 | 69,81  | 40 483 | 65,93  |  |  |  |  |  |  |  |
| Blancs et nuls | Blancs et nuls                 | Blancs et nuls | 1 892  | 4,41   | 6 660  | 16,45  |  |  |  |  |  |  |  |
| Exprimés       | Exprimés                       | Exprimés       | 40 988 | 95,59  | 33 823 | 83,55  |  |  |  |  |  |  |  |

#### Troisième circonscription (Friville-Escarbotin)
| Candidat       | Candidat                  | Parti          | Premier tour | Premier tour | Second tour | Second tour |  |
| Candidat       | Candidat                  | Parti          | Voix         | %            | Voix        | %           |  |
| -------------- | ------------------------- | -------------- | ------------ | ------------ | ----------- | ----------- |  |
|                | Jérôme Bignon élu         | RPR (UPF)      | 19 336       | 40,69        | 26 438      | 54,73       |  |
|                | Jacques Pécquery          | PCF            | 9 691        | 20,39        | 21 867      | 45,27       |  |
|                | Pierre Hiard sortant      | PS (ADFP)      | 8 229        | 17,32        | Retrait     | Retrait     |  |
|                | Jacqueline Bricour        | FN             | 4 223        | 8,89         |             |             |  |
|                | Jacky Mouillard           | Divers         | 2 370        | 4,99         |             |             |  |
|                | Jacques Marchand          | GÉ (EÉ)        | 2 111        | 4;44         |             |             |  |
|                | Nathalie Auxire-Guglielmi | LT-LNÉ         | 1 565        | 3,29         |             |             |  |
|                |                           |                |              |              |             |             |  |
| Inscrits       | Inscrits                  | Inscrits       | 65 163       | 100,00       | 65 134      | 100,00      |  |
| Abstentions    | Abstentions               | Abstentions    | 14 636       | 22,46        | 13 213      | 20,29       |  |
| Votants        | Votants                   | Votants        | 50 527       | 77,54        | 51 921      | 79,71       |  |
| Blancs et nuls | Blancs et nuls            | Blancs et nuls | 3 002        | 5,94         | 3 616       | 6,96        |  |
| Exprimés       | Exprimés                  | Exprimés       | 47 525       | 94,06        | 48 305      | 93,04       |  |

#### Quatrième circonscription (Abbeville)
| Candidat       | Candidat               | Parti          | Premier tour | Premier tour | Second tour | Second tour |  |
| Candidat       | Candidat               | Parti          | Voix         | %            | Voix        | %           |  |
| -------------- | ---------------------- | -------------- | ------------ | ------------ | ----------- | ----------- |  |
|                | Joël Hart élu          | RPR (UPF)      | 15 934       | 32,74        | 28 993      | 60,27       |  |
|                | Jacques Becq sortant   | PS (ADFP)      | 8 937        | 18,36        | 19 110      | 39,73       |  |
|                | Régis Lécuyer          | Divers droite  | 8 739        | 17,96        | Retrait     | Retrait     |  |
|                | Chantal Leblanc        | PCF            | 5 968        | 12,26        |             |             |  |
|                | Serge Bierry           | FN             | 4 970        | 10,21        |             |             |  |
|                | Jean-Pierre Guilloteau | LT-LNÉ         | 2 006        | 4,12         |             |             |  |
|                | Claude Fera            | GÉ (EÉ)        | 1 810        | 3,72         |             |             |  |
|                | Jean Kaczmarek         | MDD            | 307          | 0,63         |             |             |  |
|                |                        |                |              |              |             |             |  |
| Inscrits       | Inscrits               | Inscrits       | 69 261       | 100,00       | 69 245      | 100,00      |  |
| Abstentions    | Abstentions            | Abstentions    | 17 208       | 24,85        | 17 028      | 24,59       |  |
| Votants        | Votants                | Votants        | 52 053       | 75,15        | 52 217      | 75,41       |  |
| Blancs et nuls | Blancs et nuls         | Blancs et nuls | 3 382        | 6,5          | 4 114       | 7,88        |  |
| Exprimés       | Exprimés               | Exprimés       | 48 671       | 93,5         | 48 103      | 92,12       |  |

#### Cinquième circonscription (Péronne)
|                | Gautier Audinot sortant réélu | RPR (UPF)      | 25 323 | 54,89  |  |  |  |
|                | Pierre Lineatte               | PS (ADFP)      | 7 923  | 17,17  |  |  |  |
|                | Roger Magot                   | FN             | 4 612  | 10,00  |  |  |  |
|                | Daniel Volckcrick             | PCF            | 3 306  | 7,17   |  |  |  |
|                | Xavier Commecy                | Les Verts (EÉ) | 2 000  | 4,34   |  |  |  |
|                | Pascal Virdis                 | LT-LNÉ         | 1 600  | 3,47   |  |  |  |
|                | Eliane Moustrou               | LO             | 1 371  | 2,97   |  |  |  |
|                |                               |                |        |        |  |  |  |
| Inscrits       | Inscrits                      | Inscrits       | 63 077 | 100,00 |  |  |  |
| Abstentions    | Abstentions                   | Abstentions    | 14 900 | 23,62  |  |  |  |
| Votants        | Votants                       | Votants        | 48 177 | 76,38  |  |  |  |
| Blancs et nuls | Blancs et nuls                | Blancs et nuls | 2 042  | 4,24   |  |  |  |
| Exprimés       | Exprimés                      | Exprimés       | 46 135 | 95,76  |  |  |  |

#### Sixième circonscription (Roye)
| Candidat       | Candidat               | Parti          | Premier tour | Premier tour | Second tour | Second tour |  |
| Candidat       | Candidat               | Parti          | Voix         | %            | Voix        | %           |  |
| -------------- | ---------------------- | -------------- | ------------ | ------------ | ----------- | ----------- |  |
|                | Alain Gest élu         | UDF (PR)       | 19 894       | 39,56        | 27 072      | 53,00       |  |
|                | Jacques Fleury sortant | PS (ADFP)      | 13 807       | 27,45        | 24 012      | 47,00       |  |
|                | Raynald Brasseur       | FN             | 6 186        | 12,30        |             |             |  |
|                | Jean-Jacques Baron     | PCF            | 3 827        | 7,61         |             |             |  |
|                | Christian Wyttynck     | Les Verts (EÉ) | 3 008        | 5,98         |             |             |  |
|                | Johanna Bougon         | LT-LNÉ         | 1 874        | 3,73         |             |             |  |
|                | Alain Tenière          | LO             | 1 696        | 3,37         |             |             |  |
|                | Anne Bouteloup         | Divers droite  | 0            | 0,00         |             |             |  |
|                |                        |                |              |              |             |             |  |
| Inscrits       | Inscrits               | Inscrits       | 70 708       | 100,00       | 70 465      | 100,00      |  |
| Abstentions    | Abstentions            | Abstentions    | 17 667       | 24,99        | 16 358      | 23,21       |  |
| Votants        | Votants                | Votants        | 53 041       | 75,01        | 54 107      | 76,79       |  |
| Blancs et nuls | Blancs et nuls         | Blancs et nuls | 2 749        | 5,18         | 3 023       | 5,59        |  |
| Exprimés       | Exprimés               | Exprimés       | 50 292       | 94,82        | 51 084      | 94,41       |  |